# Grosshorn (Graubünden)
Grosshorn är en bergstopp i Schweiz.   Den ligger i regionen Viamala och kantonen Graubünden, i den sydöstra delen av landet, 170 km öster om huvudstaden Bern. Toppen på Grosshorn är 2 781 meter över havet, eller 88 meter över den omgivande terrängen. Bredden vid basen är 0,53 km.
Terrängen runt Grosshorn är bergig åt nordväst, men åt sydost är den kuperad. Runt Grosshorn är det mycket glesbefolkat, med 3 invånare per kvadratkilometer.. Närmaste större samhälle är Savognin, 18,1 km norr om Grosshorn. 
Trakten runt Grosshorn består i huvudsak av gräsmarker.